# Medasen
Medasen är en sjö i Ljusdals kommun i Hälsingland och ingår i Ljusnans huvudavrinningsområde. Sjön är 12,4 meter djup, har en yta på 0,615 kvadratkilometer och befinner sig 295,1 meter över havet. Sjön avvattnas av vattendraget Klockarån.

## Delavrinningsområde
Medasen ingår i det delavrinningsområde (688161-151736) som SMHI kallar för Inloppet i Klockarsjön. Medelhöjden är 323 meter över havet och ytan är 20,46 kvadratkilometer. Det finns inga avrinningsområden uppströms utan avrinningsområdet är högsta punkten. Klockarån som avvattnar avrinningsområdet har biflödesordning 4, vilket innebär att vattnet flödar genom totalt 4 vattendrag innan det når havet efter 159 kilometer. Avrinningsområdet består mestadels av skog (83 procent). Avrinningsområdet har 1,58 kvadratkilometer vattenytor vilket ger det en sjöprocent på 7,7 procent.